# Castello Peveril

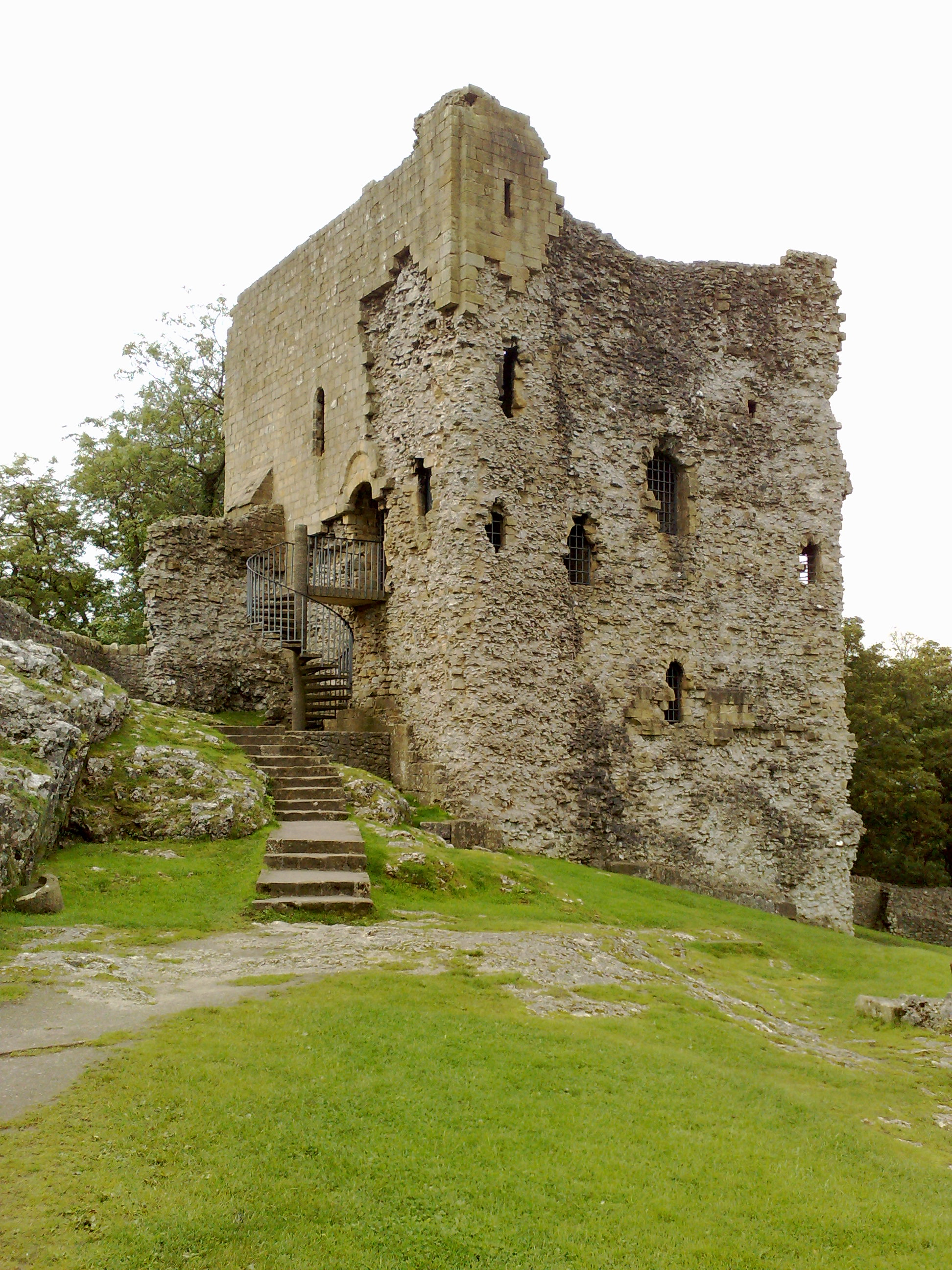
Il maschio del castello

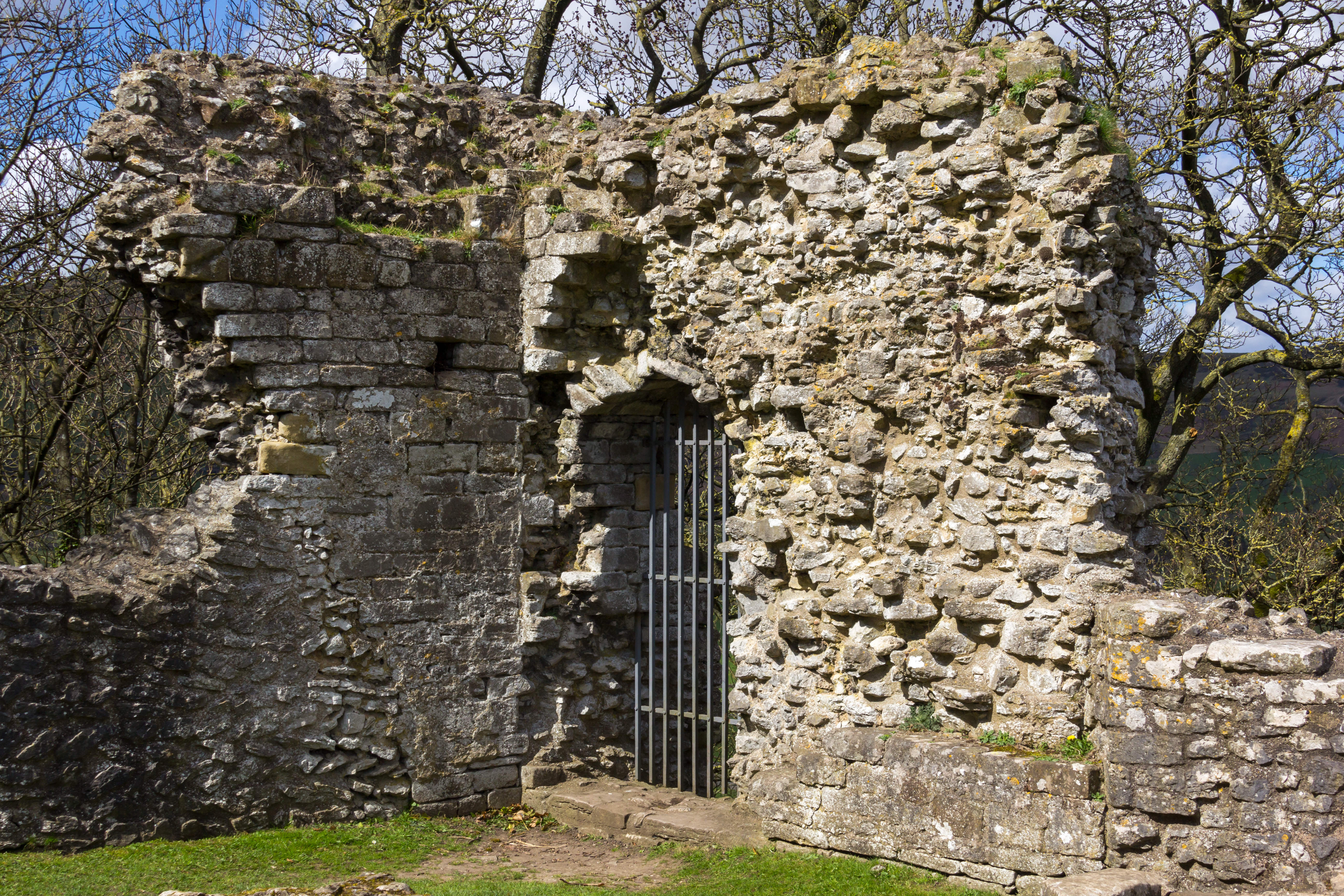
Rovine del castello

Il castello Peveril (in inglese: Peveril Castle), noto anche come Peak Castle o  castello di Castleton (in inglese: Castleton Castle)  è un castello fortificato in rovina del villaggio inglese di Castleton, nel Peak District (Derbyshire): costruito a partire dal 1080 per volere di William Peverel o Peveril, ma per circa due secoli di proprietà dei reali d'Inghilterra, è uno dei più antichi castelli normanni del Paese.
L'edificio, classificato come castello di primo grado e considerato un sito nazionale di grande importanza archeologica, è posto sotto la tutela dell'English Heritage.

## Storia
L'edificio originario fu costruito in legno nel 1080 da William Peverel o Peverel, che si riteneva fosse un figlio illegittimo di Guglielmo il Conquistatore,ma fu rifatto in pietra non molto tempo dopo. Fu tra i pochi castelli ad essere menzionati nel Domesday Book (1086).
Dopo la morte di William Peveril, avvenuta nel 1114/1115, il castello passò nelle mani del figlio, che portava lo stesso nome del padre. Dopo però che quest'ultimo fu accusato dell'omicidio del conte di Chester, in seguito al quale Peveril si ritirò in un monastero, nel 1155 re Enrico II d'Inghilterra decise di confiscare la tenuta dei Peveril, castello compreso.
In seguito, fu assunto da Enrico II d'Inghilterra, che soleva recarsi molte volte nel castello (una prima volta nel 1157, quando incontrò re Malcolm IV di Scozia) un guardiano, che veniva pagato tra le 4 e le 10 sterline l'anno. Lo stesso Enrico II nel 1176 fece costruire il maschio del castello, visibile tuttora e che in origine misurava 60 piedi in altezza.
Il successore di Enrico II, Enrico III d'Inghilterra, che aveva visitato il castello Peveril nel 1235, invistì molto denaro per il restauro dell'edificio.
L'ultimo re che visitò il castello Peveril fu nel 1331 re Edoardo III d'Inghilterra, il quale cedette la proprietà dell'edificio alla moglie, Filippa di Hainault. A quell'epoca il valore del castello ammontava a circa 291 sterline.
Il castello rimase di proprietà dei re d'Inghilterra fino al 1369, quando fu ceduto da Edoardo III al suo secondo figlio, Giovanni, in cambio del castello e della tenuta di Richmond, divenendo così parte della tenuta dei duchi di Lancaster.
Il castello fu abbandonato agli inizi del XIV secolo e già intorno 1480 era in uno stato di rovina.
In seguito, negli anni sessanta del XVI secolo, il maschio del castello tornò ad essere usato, segnatamente come tribunale o come prigione. Fu però l'unica parte dell'edificio che rimase ancora in uso nel XVII secolo.
Infine, nel corso del XX secolo fu intrapresa un'opera di restauro.

## Architettura

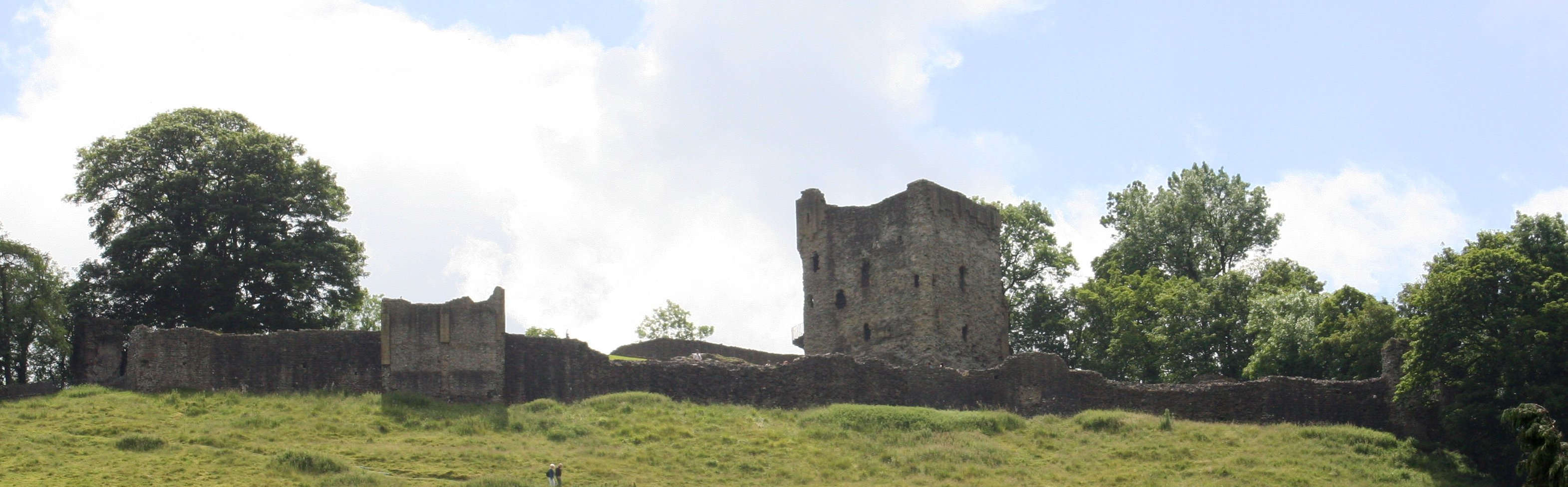
Veduta panoramica del castello

Il castello si erge su una collina triangolare, nota localmente come "The Devil's Arse", che sovrasta per 220 metri il villaggio di Castleton.

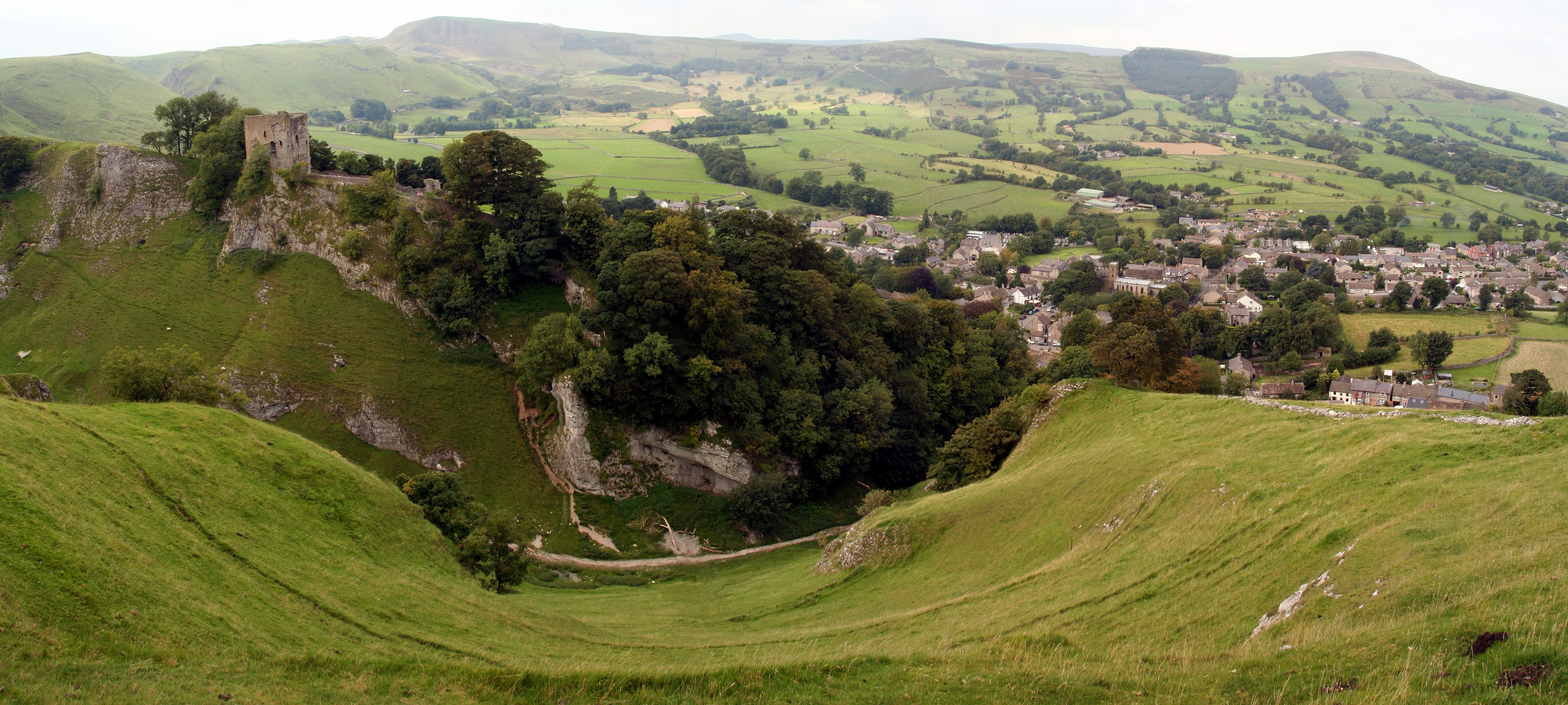
Veduta di Castleton con il castello Peveril (Peveril Castle)